# Lycaena ussura
Lycaena ussura är en fjärilsart som beskrevs av Grum-grshimailo. Lycaena ussura ingår i släktet Lycaena och familjen juvelvingar. Inga underarter finns listade i Catalogue of Life.